# (64553) Segorbe
(64553) Segorbe est un astéroïde de la ceinture principale.

## Description
(64553) Segorbe est un astéroïde de la ceinture principale. Il fut découvert le 24 novembre 2001 à Pla D'Arguines par Rafael Ferrando. Il présente une orbite caractérisée par un demi-grand axe de 2,35 UA, une excentricité de 0,15 et une inclinaison de 6,4° par rapport à l'écliptique.

## Compléments